# 穴美體鰻
穴美體鰻，又稱白錐體康吉鰻為輻鰭魚綱鰻鱺目糯鰻科的其中一個種。

## 分布
本魚分布於印度太平洋區，包括印度東岸、日本、台灣、中國沿海、越南、菲律賓、印尼、澳洲、泰國、馬來西亞、密克羅尼西亞、馬紹爾群島、索羅門群島等海域。

## 特徵
本魚胸鰭、尾鰭存在。眼後緣上下方各有一斑點，前上頷齒在口閉合時露出，口裂不超過眼中線或在胸鰭1/2處上方。鰓裂大，後鼻孔無瓣膜，鰭條不分節。上下頷骨齒與鋤骨齒呈向後漸細的齒帶；前上頷骨成束；鋤骨齒裂達上頷骨列一半處。背鰭起點在鰓裂上方。脊椎骨數149至159。
體長為體高11.9倍，頭長5.6倍；尾長為頭與軀幹1倍；頭長為吻長4.5倍；吻長為眼徑1.3倍。眼大，吻短。舌寬，游離。尾部側扁。體色為褐色。背鰭、臀鰭黑色。
它体长可达60公分。

## 生態
棲息在200公尺深以內海域之砂泥底。

## 經濟利用
量多，具漁業經濟之價值，可食用。